# Diagonális mátrix
Diagonális mátrix vagy diagonálmátrix olyan {\displaystyle A=(a_{ij})} négyzetes mátrix, melynek minden főátlón kívüli eleme nulla: 
{\displaystyle \ a_{ij}=0} minden {\displaystyle i\neq j}-re. Másképp fogalmazva: a diagonális mátrixok olyan speciális háromszögmátrixok, amelyek egyszerre alsó és felső háromszögmátrixok.
A diagonális mátrixot szokás így is jelölni:
{\displaystyle \mathrm {diag} (a_{1},a_{2},\ldots ,a_{n})}, ahol {\displaystyle a_{1},\,a_{2},\,...,\,a_{n}} a főátló elemei.
Érdemes megemlíteni, hogy a diagonális mátrix főátlóbeli elemei szintén lehetnek zérók (akár mindegyik: a nullmátrix is diagonális mátrix).
Példa: A
{\displaystyle {\begin{bmatrix}-3&0&0&0\\0&1&0&0\\0&0&0&0\\0&0&0&4\end{bmatrix}}=\mathrm {diag} (-3,1,0,4)}
mátrix diagonális.
További diagonális mátrixok: az egységmátrix, valamint az egyelemű mátrix (tehát a skalár).

## Műveletek
- Két diagonális mátrix összege és szorzata is diagonális mátrix:

{\displaystyle \mathrm {diag} (a_{1},a_{2},\ldots ,a_{n})+\mathrm {diag} (b_{1},b_{2},\ldots ,b_{n})=\mathrm {diag} (a_{1}+b_{1},a_{2}+b_{2},\ldots ,a_{n}+b_{n})}
{\displaystyle \mathrm {diag} (a_{1},a_{2},\ldots ,a_{n})\cdot \mathrm {diag} (b_{1},b_{2},\ldots ,b_{n})=\mathrm {diag} (a_{1}b_{1},a_{2}b_{2},\ldots ,a_{n}b_{n})}
- Diagonális mátrix pozitív egész kitevős hatványa is diagonális:

{\displaystyle \mathrm {diag} (a_{1},a_{2},\ldots ,a_{n})^{N}=\mathrm {diag} (a_{1}^{N},a_{2}^{N},\ldots ,a_{n}^{N})}
- A {\displaystyle \mathrm {diag} (a_{1},a_{2},\ldots ,a_{n})} diagonális mátrix akkor és csakis akkor invertálható, ha összes főátlóbeli {\displaystyle a_{i}} eleme nullától különböző, ekkor:

{\displaystyle \mathrm {diag} (a_{1},a_{2},\ldots ,a_{n})^{-1}=\mathrm {diag} (a_{1}^{-1},a_{2}^{-1},\ldots ,a_{n}^{-1})}
- Az {\displaystyle A=\mathrm {diag} (a_{1},a_{2},\ldots ,a_{n})} diagonális mátrix determinánsa főátló elemeinek szorzatával egyenlő:

{\displaystyle \det A=a_{1}\cdot a_{2}\cdot \ldots \cdot a_{n}}.